# Provincia de Settsu
Settsu, escrito formalmente como Settsu no kuni (摂津国), provincia de Tsu (津国, Tsu no kuni), o Sesshu (摂州, Sesshū) era una vieja provincia de Japón, en la parte de Honshū que en la actualidad es la parte oriental de la prefectura de Hyōgo y la parte norte de la prefectura de Osaka, incluyendo por lo tanto las ciudades de Osaka y Kobe (exceptuando en esta última los boros de Nishi-ku y Tarumi-ku, cuyo territorio pertenecía a Harima).
Osaka era su capital, y durante la era Sengoku el clan Miyoshi gobernaba Settsu y sus provincias vecinas, Izumi y Kawachi, hasta que fueron conquistados por Oda Nobunaga. Tras la muerte de Nobunaga fueron gobernadas por Toyotomi Hideyoshi. Cuando Hideyoshi murió, el Consejo que había formado para garantizar la seguridad de su hijo (su sucesor) se separó, y tras al batalla de Sekigahara la provincia fue entregada a los parientes de Tokugawa Ieyasu. Desde entonces fue dividida en varios dominios.